# ناتنايل بيرهانه
ناتنايل بيرهانه (بالإنجليزية: Natnael Berhane) (و. 1991  م) هو راكب دراجة هوائية، من إرتريا، ولد في أسمرة، شارك في طواف إسبانيا، وطواف إسبانيا 2014، وركوب الدراجات في الألعاب الأولمبية الصيفية 2016.

## سباقات أو مراحل فاز بها
| التاريخ        | السباق                                              | المركز                  |
| -------------- | --------------------------------------------------- | ----------------------- |
| 21 مايو 2010   | طواف إريتريا 2010                                   | الفائز في التصنيف العام |
| 14 نوفمبر 2010 | 2010 African Road Cycling Championships Men U23 RR  |                         |
| 25 نوفمبر 2010 | Tour du Rwanda 2010                                 |                         |
| 07 مايو 2011   | 2011 Tour de Berne                                  |                         |
| 01 يوليو 2011  | طواف الجزائر 2011                                   |                         |
| 13 نوفمبر 2011 | 2011 African Road Cycling Championships Men U23 RR  | الفائز في التصنيف العام |
| 13 نوفمبر 2011 | 2011 African Road Cycling Championships Men RR      | الفائز في التصنيف العام |
| 14 مارس 2012   | طواف الجزائر 2012                                   | الفائز في التصنيف العام |
| 09 نوفمبر 2012 | 2012 African Road Cycling Championships Men U23 ITT |                         |
| 11 نوفمبر 2012 | 2012 African Road Cycling Championships Men U23 RR  | الفائز في التصنيف العام |
| 11 نوفمبر 2012 | 2012 African Road Cycling Championships Men RR      | الفائز في التصنيف العام |
| 28 أبريل 2013  | طواف تركيا 2013                                     | الفائز في التصنيف العام |
| 19 يناير 2014  | لا تروبيكال أميسا بونغو 2014                        | الفائز في التصنيف العام |
| 31 مايو 2014   | سباق الطريق ضد الساعة للرجال في بطولة إريتريا 2014  | الفائز في التصنيف العام |
| 26 يونيو 2015  | سباق الطريق ضد الساعة للرجال في بطولة إريتريا 2015  |                         |
| 28 يونيو 2015  | سباق الطريق للرجال في بطولة إريتريا 2015            | الفائز في التصنيف العام |
| 23 يونيو 2017  | سباق الطريق ضد الساعة للرجال في بطولة إريتريا 2017  |                         |
| 30 يونيو 2019  | سباق الطريق للرجال في بطولة إريتريا 2019            | الفائز في التصنيف العام |
| 11 يونيو 2023  | 2023 Courts Mamouth Classique de l'ìle Maurice      |                         |
| 09 يونيو 2024  | 2024 Tour du Maroc                                  |                         |
| 24 أغسطس 2024  | 2024 Grand Prix Soğanlı                             | الفائز في التصنيف العام |

## جوائز
حصل على جوائز منها:
- african cyclist of the year  [لغات أخرى]‏ (2012).

## روابط خارجية
- ناتنايل بيرهانه على موقع الاتحاد الدولي للدراجات (الإنجليزية)
- ناتنايل بيرهانه على موقع أرشيف الدراجات (الإنجليزية)
- ناتنايل بيرهانه على موقع إحصائيات الدراجات الإحترافية (الإنجليزية)
- ناتنايل بيرهانه على موقع نسبة الدراجات (الإنجليزية)
- ناتنايل بيرهانه على موقع CycleBase (الإنجليزية)